# طواف بولندا 2014
طواف بولندا 2014 (بالإنجليزية: 2014 Tour de Pologne)‏ هو سباق دراجات هوائية أقيم بتاريخ 3 أغسطس – 9 أغسطس 2014، تكون السباق من 7 مراحل وامتدّ لمسافة 1251 كم بسرعة 41.326 كم/س، استغرق السباق 30 ساعة 16 دقيقة 18 ثانية. فاز به البولندي رافال مايكا.

## الترتيب
| م                     | الدرّاج      | البلد  | الزمن                     |
| --------------------- | ----------- | ------ | ------------------------- |
| الفائز بالترتيب العام | رافال مايكا | بولندا | 30 ساعة 16 دقيقة 18 ثانية |